# Pierre Jeudy
Pour les articles homonymes, voir Jeudy.
Pas d'image ? Cliquez ici

a Compétitions nationales et continentales officielles uniquement.

Dernière mise à jour le 6 avril 2020.
Pierre Jeudy, né le 6 novembre 1990 à Ollioules dans le Var[réf. nécessaire], est un joueur français de rugby à XV évoluant au poste d'ailier. Formé à Aurillac, il joue au sein de l'effectif de l'US Saint-Sulpice depuis 2019.

## Biographie
2004-2006 centre de formation du Castres olympique